# Le Bel Âge (magazine)
Pour les articles homonymes, voir Le Bel Âge.

Le Bel Âge est un magazine québécois destiné aux retraités et à ceux qui préparent cette période importante de leur vie.
Le magazine est orienté vers la détente (voyages, bricolages, idées de sorties et de divertissements, romans et jeux), la santé et les droits des ainés.